# Marco Müller (Räuber)
Marco Müller (* 5. September 1953 in Bassecourt; † 26. Februar 2024 ebenda) war ein Schweizer Fussballspieler und Bankräuber. Mit Überfällen auf Banken und Geldtransporte machte er in den 1980er-Jahren eine Beute von rund drei Millionen Franken. 1988 floh er aus dem Gefängnis und konnte bis zu seinem Tod untertauchen.

## Biografie
Zunächst war Müller als Fussballer aktiv. Er spielte im Team von SR Delémont (1. Liga), bevor er zur Saison 1972/73 an den BSC Young Boys ausgeliehen wurde. Für Young Boys kam er am 9. September 1972 bei der 0:1-Niederlage gegen den FC Zürich zu seinem einzigen Einsatz in der Nationalliga A, als er in der 83. Minute für Pier Angelo Boffi eingewechselt wurde. Er vertrat die Schweiz zudem als Mitglied einer Junioren-Nationalmannschaft.
1979 überfiel Müller die Berner Kantonalbank in Bassecourt, fünf weitere Überfälle auf Banken und Geldtransporter in den Kantonen Neuenburg und Jura folgten – in allen Fällen ohne das Abfeuern einer Waffe. Er galt als Kopf, seine Komplizen fungierten eher als Strohmänner; dennoch teilte er seine Beute grosszügig. 1981 wurde Müller gefasst, doch er konnte drei Monate später aus dem Gefängnis von Delémont ausbrechen und nach Frankreich flüchten; die Verurteilung zu 13 Jahren Haft erfolgte daher in seiner Abwesenheit. Zu Weihnachten schickte er der jurassischen Kantonspolizei eine Kiste Cognac.
Nachdem er 1987 am Flughafen Paris-Orly erneut verhaftet worden war, wurde er im folgenden Jahr an die Schweiz ausgeliefert und im Gefängnis Thorberg beim gleichnamigen Schloss inhaftiert. Müller konnte jedoch abermals ausbrechen: Es gelang ihm am 8. August 1988 mittels eines Seils und einer Wolldecke, die Gefängnismauer zu überwinden. Im November 1988 kam es wegen weiterer Delikte, wiederum in seiner Abwesenheit, zu einer weiteren Verurteilung zu sieben Jahren Gefängnis. Trotz internationaler Fahndung fehlte von ihm seither jede Spur. Kurz nach der Jahrtausendwende wurde die Suche wegen Verjährung eingestellt.
Am 26. Februar 2024 kollidierte Müller beim Dorfeingang in Bassecourt mit einem Zug; er starb an Ort und Stelle. Erst nach dem DNA-Abgleich mit einem Verwandten konnte drei Wochen später seine Identität festgestellt werden. Die Polizei geht von einem Unfall aus.